# Conjunto estacionário
Em matemática, especialmente na teoria dos conjuntos e teoria dos modelos, há pelo menos três noções de conjunto estacionário:

## Noção clássica
Se {\displaystyle \kappa \,} é um cardinal de incontável cofinalidade, {\displaystyle S\subseteq \kappa \,,} e {\displaystyle S\,} que intercepta cada  conjunto clube em {\displaystyle \kappa \,,} então {\displaystyle S\,} é chamado um conjunto estacionário. Se um conjunto é não-estacionário, então ele é chamado um conjunto fino. Esta noção não deve ser confundida com a noção de um conjunto fino na teoria dos números.

Se {\displaystyle S\,} é um conjunto estacionário e {\displaystyle C\,} é um conjunto de clube, então a sua intersecção {\displaystyle S\cap C\,} também é estacionária. Porque, se {\displaystyle D\,} é qualquer conjunto de clube, então {\displaystyle C\cap D\,} é um conjunto de clube porque a interseção de dois conjuntos de clube é clube. Assim {\displaystyle (S\cap C)\cap D=S\cap (C\cap D)\,} não é vazio. Portanto  {\displaystyle (S\cap C)\,} deve ser estacionária.

A restrição para cofinalidade incontável é, a fim de evitar trivialidades:
Suponha que {\displaystyle \kappa } tem cofinalidade contável. Então {\displaystyle S\subset \kappa } é estacionário em {\displaystyle \kappa } se, e somente se, {\displaystyle \kappa \setminus S} é limitado em {\displaystyle \kappa }.
Em particular, se a cofinalidade de {\displaystyle \kappa } é {\displaystyle \omega =\aleph _{0}}, então todos os dois subconjuntos estacionários de {\displaystyle \kappa } têm intersecção estacionária.
Este não é mais o caso se a cofinalidade  de {\displaystyle \kappa } é incontável. De facto, suponha {\displaystyle \kappa } é regular e {\displaystyle S\subset \kappa } é estacionário. Então, {\displaystyle S} pode ser particionado em {\displaystyle \kappa } vários conjuntos  estacionários disjuntos. Este resultado é devido ao modelo de Robert M. Solovay.

Se {\displaystyle \kappa } é um sucessor cardinal, este resultado é devido a Ulam e é facilmente demonstrado por meio da matriz de Ulam.

## Noção generalizada
Esta noção é o modelo teórico na natureza e algumas vezes referido como a estacionaridade generalizada. Ela é provavelmente devida a Menachem Magidor, Foreman e Saharon Shelah e também tem sido utilizada proeminentemente por Woodin.
Seja {\displaystyle X} um conjunto não vazio. Um conjunto {\displaystyle C\subset {\mathcal {P}}(X)} é o clube (fechado e sem limites) se e somente se existe uma função {\displaystyle F:[X]^{<\omega }\to X} de tal modo que {\displaystyle C=\{z:F[[z]^{<\omega }]\subset z\}}.
Neste caso, {\displaystyle [y]^{<\omega }} é a coleção de subconjuntos finitos de {\displaystyle y}.
{\displaystyle S\subset {\mathcal {P}}(X)} é estacionário em {\displaystyle {\mathcal {P}}(X)} se e somente se reúne a cada subconjunto de clube {\displaystyle {\mathcal {P}}(X)}. 
Para ver a conexão com a a teoria de modelos, observe que, se {\displaystyle M} é uma estrutura com universo {\displaystyle X} em uma linguagem calculáveis e {\displaystyle F} é uma função Skolem para {\displaystyle M}, então, um estacionário {\displaystyle S} deve conter uma subestrutura elementar de {\displaystyle M}. 
Em verdade, {\displaystyle S\subset {\mathcal {P}}(X)} é estacionário se e apenas se para qualquer tal estrutura {\displaystyle M} existe uma subestrutura elementar de {\displaystyle M} que pertença a {\displaystyle S}.

## Noção de Jech
Existe também uma noção de subconjunto estacionária de {\displaystyle [X]^{\lambda }}, para {\displaystyle \lambda } um cardinal e {\displaystyle X} um conjunto de tal forma que {\displaystyle |X|\geq \lambda }, onde {\displaystyle |X|\geq \lambda } é o conjunto de subconjuntos de {\displaystyle X} da cardinalidade {\displaystyle \lambda }: {\displaystyle [X]^{\lambda }=\{Y\subset X:|Y|=\lambda \}}. Esta noção é devida a Thomas Jech. Como antes, {\displaystyle S\subset [X]^{\lambda }} é estacionário se e somente se encontra todos os clubes, onde um subconjunto do clube de {\displaystyle [X]^{\lambda }} é um conjunto ilimitado sob {\displaystyle \subset } e fechado sob união de cadeias de comprimento de no máximo {\displaystyle \lambda }. Em geral, estas noções são diferente, embora, para {\displaystyle X=\omega _{1}} e {\displaystyle \lambda =\aleph _{0}} elas coincidem no sentido de que {\displaystyle S\subset [\omega _{1}]^{\omega }} é estacionário se e apenas se {\displaystyle S\cap \omega _{1}} é estacionário em {\displaystyle \omega _{1}}.
A versão adequada do lema de Fodor também é válido para essa noção.